# آي تربل إي 802.2
 آي تربل إي 802.2 أو معيار طبقة التحكم المنطقي الفرعية (بالإنجليزية: IEEE 802.2)‏ هو معيار موضوع من معهد مهندسي الكهرباء والإلكترونيات لتعريف طبقة التحكم بالربط المنطقي، وهي الطبقة الفرعية العُليا من طبقة ربط البيانات في نموذج الاتصال المعياري. تتيح طبقة التحكم بالربط المنطقي واجهة مُوحدة لمُستخدم خدمات طبقة ربط البيانات، وهي غالبًا طبقة الشبكة. أدنى طبقة LLC يوجد طبقة التحكم بالوسائط والتي تعتمد على نوعية الوسط المستخدم لنقل البيانات (إيثرنت، حلقة مرمزة، الواجهة البينية للبيانات الموزعة بالألياف، آي تربل إي 802.11، إلخ)

## المُميزات
أضاف معيار تربل آي إي هذه الطبقة الفرعية التي أضافت العناوين الفرعية سعة 8 بت دي ساب (نقطة وصول الخدمة) وإس ساب (نقطة وصول الخدمة) لكل حزم البيانات التي تنتقل عبر الشبكة بغض النظر عن نوع هذه الشبكة. كما يوجد أيضًا حقل تحكم 8 أو 16 بت للوظائف الإضافية مثل مراقبة الدفق. يوجد 64 رقم ساب عالمي وآي إي إي إي لا توزع هذه الأرقام بسهولة، فبروتوكول آي بي مثلًا ليس له رقمًا من هذه الأرقام فـ«المعايير الدولية» فقط هي التي تحصل على أرقام ساب العالمية، أما المعايير الغير دولية فيمكنها الحصول على أرقام ساب المتاحة محليًا. يتيح بروتوكول الوصول للشبكات الفرعية (سناب) استخدام حقل نوع الإيثر لتحديد نوع البروتوكول المستخدم فوق آي تربل إي-802.2، كما يُمكن للمُزودين الفرعيين/المحليين من تعريف قيم للبروتوكولات الخاصة بهم أو بروتوكولاتهم الخاصة.

## أنماط التشغيل
يقدم آي إي إي إي-802.2 ثلاثة أنماط تشغيل، نمطين بدون اتصال ونمط باتصال:
- النوع الأول نمط بدون اتصال لخدمة الداتاجرام وهو غير معتمد. ويتيح إرسال أطر البيانات إلى:
  - وجهة واحدة (نقل من نقطة-إلى-نقطة أو يونيكاست)
  - أكثر من وجهة في نفس الشبكة (ملتيكاست)
  - كل محطات الشبكة (برودكاست)

يقلل استخدام أسلوب ملتيكاست أو برودكاست من حجم البيانات التي تنتقل عبر الشبكة عندما يراد نقل نفس المعلومات لكل محطات الشبكة، ولكن هذا النمط التشغيلي لا يضمن أن ترتيب الذي ستصل به أطر البيانات سيكون نفس الترتيب الذي أرسلت به، ولا يبلغ المرسل حتى بوصول البيانات.
- النوع الثاني من أنماط التشغيل يحتاج إلى اتصال. ويستخد الترقيم المتسلسل لضمان وصول أطر البيانات بنفس الترتيب الذي أرسلت به وأنه لم يفقد أيا منها.
- النوع الثالث خدمة معتمدة وهي بدون اتصال، وهي تستخدم الاتصال من نقطة-إلى-نقطة فقط.